# Arthur Garton
Arthur Stanley Garton, född 31 mars 1889 i Worcester Park, död 20 oktober 1948 i Woking, var en brittisk roddare.
Garton blev olympisk guldmedaljör i åtta med styrman vid sommarspelen 1912 i Stockholm.